# Олівер Ріссер
Олівер Ріссер (англ. Oliver Risser, нар. 19 вересня 1980, Віндгук) — білий намібійський футболіст, що грав на позиції півзахисника.
Виступав, зокрема, за клуб «Істлі», а також національну збірну Намібії.

## Клубна кар'єра
У дорослому футболі дебютував 1999 року виступами за команду клубу «Вірджес», в якій провів чотири сезони, взявши участь у 21 матчі чемпіонату. 
Згодом з 2003 по 2014 рік грав у складі команд клубів «Боруссія» II, «Зандгаузен», «Брейдаблік», «Боннер», «Ганновер 96» II, «Манглеруд Стар», «Люн», «КуПС», «Свіндон Таун», «Стівенідж», «Олдершот Таун», «Оостервейк» та «Рамблерс».
У 2014 році перейшов до клубу «Істлі», за який відіграв 3 сезони. Завершив професійну кар'єру футболіста виступами за команду «Істлі» у 2017 році.

## Виступи за збірну
У 2002 році дебютував в офіційних матчах у складі національної збірної Намібії. Протягом кар'єри у національній команді, яка тривала 10 років, провів у її формі 31 матч.
У складі збірної був учасником Кубка африканських націй 2008 року у Гані.